# 司徒文 (足球運動員)
司徒文（？—）是已故香港足球運動員。他與弟弟司徒堯皆為足球運動員，不過他代表中華民國，司徒堯則為香港代表隊上陣。

## 生平
在五十年代曾效力港甲九巴、南華等球隊。
1961年移居英國，開餐館維生，並曾與弟弟司徒堯、好友吳添來一同到英格蘭球會米杜士堡試腳。

## 國際賽
曾代表中華民國，獲得1954年馬尼拉亞運足球金牌，亦參加1960年夏季奧林匹克運動會足球比賽等國際賽事。

## 流行文化
1955年，司徒文與弟弟司徒堯等七名當時得令的香港足球明星參與拍攝電影《蠻女鬥七雄》。「七雄」其他五人包括：姚卓然、朱永強、陳輝洪、劉儀、侯澄滔。